# Frances Wick
Frances Gertrude Wick (* 2. Oktober 1875 in Butler, Pennsylvania, USA; † 15. Juni 1941 in Poughkeepsie, New York, USA) war eine US-amerikanische Physikerin und Hochschullehrerin. Sie war Professorin am Vassar College und die erste Wissenschaftlerin, die beim United States Army Signal Corps arbeitete.

## Leben und Werk
Wick war die Tochter von Sarah Ann (Mechling) Wick und dem Gastwirt und Ölproduzenten Alfred Wick. Sie besuchte das Wilson College, wo sie 1897 einen Bachelor of Arts erhielt. Sie kehrte dann nach Butler zurück, um sechs Jahre lang an der High School zu unterrichten. 1904 begann sie ein Aufbaustudium an der Cornell University, erwarb 1905 einen weiteren Bachelor-Abschluss und 1906 einen Master-Abschluss. Sie promovierte 1908 in Physik und schrieb ihre Dissertation über die elektrischen Eigenschaften von Silizium.

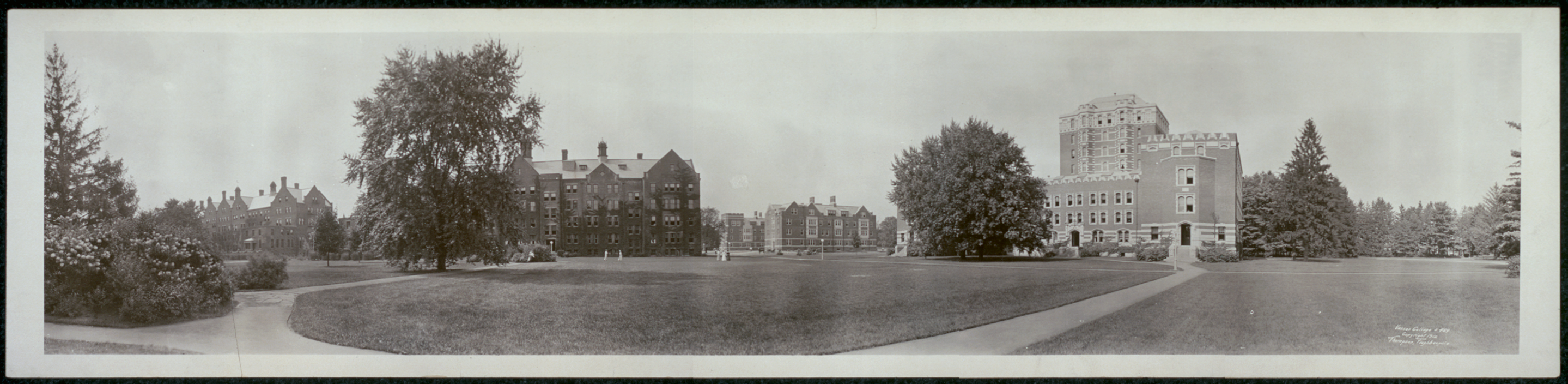
Vassar College, 1912

Nach ihrem Abschluss an der Cornell University lehrte sie Physik, zunächst von 1908 bis 1910 am Simmons College und ab 1910 am Vassar College. Während des Ersten Weltkriegs gab sie ihre Lehrtätigkeit kurzzeitig auf, um für das United States Army Signal Corps zu arbeiten und sich mit der Erforschung von Flugzeugradios und Zielgeräten zu befassen. Sie war wahrscheinlich die erste Wissenschaftlerin, die beim Signal Corps der US-Armee arbeitete.
1922 wurde sie am Vassar College zur Professorin befördert und 1939 zur Vorsitzenden der Fakultät für Physik gewählt, eine Position, die sie bis zu ihrem Tod innehatte. Während ihrer Lehrtätigkeit am Vassar College erlangte Wick internationale Anerkennung für ihre Forschung auf dem Gebiet der Lumineszenz. Sie veröffentlichte in wissenschaftlichen Fachzeitschriften und sicherte sich Stipendien für Sommerforschung an der Harvard University, an der University of Cambridge und am Institut für Radiumforschung in Wien. 1939 bot ihr die Cornell University Zugang zu einem Labor und Materialien an und ermöglichte so ein Experiment, über das Wick später im Journal of the Optical Society of America schrieb und das einen wissenschaftlichen Streit darüber beilegte, ob Eis Licht emittieren könne.
Von 1925 bis 1929 war sie Alumni-Treuhänderin am Wilson College und dann von 1931 bis zu ihrem Tod gewähltes Mitglied des Kuratoriums der Hochschule.
Wick starb 1941 in dem Haus in Poughkeepsie, das sie mit ihrer Schwester teilte.

## Ehrungen (Auswahl)
- 1931: Ehrendoktorwürde, Wilson College

## Mitgliedschaften
- Fellow der American Physical Society
- Fellow der Optical Society
- Fellow der American Association for the Advancement of Science (AAAS)
- American Association of University Women
- American Association of Physics Teachers
- American Association of University Professors
- Cornell Club of New York
- Sigma Xi

## Veröffentlichungen (Auswahl)
- mit Louise Sherwood McDowell: A Preliminary Study of the Lumineszenz of the Uranyl Salts under Cathode Ray Excitation. Physical Review, vol.  11, Nr. 6, 1. Juni 1918, S. 421–429. DOI:10.1103/PhysRev.11.421